# Phénomène d'Uhthoff
Le phénomène d'Uhthoff, est une diminution transitoire de quelques minutes de l'acuité visuelle due à l'effort ou la chaleur dans le cadre de la sclérose en plaques (SEP).

## Histoire
Dans son article princeps, l'ophtalmologiste Wilhelm Uhthoff décrit une aggravation transitoire du flou visuel lors de l'exercice chez des patients atteints de névrite optique. Des travaux ultérieurs ont révélé une relation entre l'exercice et l'augmentation de la production de chaleur. Le phénomène peut en fait concerner n'importe quel déficit neurologique impliquant une démyélinisation, et non uniquement la vision. On pense qu'il s'explique par un effet de la température sur les propriétés de la conduction nerveuse dans le système nerveux central. 

## Signification clinique
De nombreux patients atteints de SEP signalent une fatigue accrue et d'autres symptômes liés à leur maladie lorsqu'ils sont exposés à de hautes températures. Ils ont par conséquent tendance à éviter les saunas, les bains chauds, ou d'autres sources de chaleur, et à utiliser de la glace ou des équipements vestimentaires réfrigérants à évaporation.